# Betula sunanensis
Betula sunanensis là một loài thực vật có hoa trong họ Betulaceae. Loài này được Y.J.Zhang mô tả khoa học đầu tiên năm 1993.